# Hinn
Hinn (arabisch حن, DMG ḥinn; "verlangen" oder "nach etwas seufzen") bezeichnet — neben den Dschinn — ein übernatürliches Wesen des arabischen Glaubens. Sie werden in der vor-islamischen Dichtkunst erwähnt. Nach Schibli handelt es sich hierbei um die Hunde des Dämonenreiches. Nach Al-Gahiz handelt es sich bei den Hinn um schwache Dschinn.
Der islamischen Erklärung nach hätten sie, ebenso wie die Dschinn, die Erde bereits vor der Erschaffung der Menschen bewohnt und gehören somit zu den prä-adamitischen Wesen. In einer Variante der Erzählung der Vorzeit, nach Ibn Abbas, hätten die Hinn am Kampf zwischen Engeln und Dschinn teilgenommen. Nach der Vorstellung der Alawiten und den Drusen gehören die Hinn einer langen Reihe von verschiedenen prä-adamitischen Wesen an. Demnach habe Allah auf der Erde eine Vielzahl von Wesen in folgender Reihenfolge erschaffen: Hinn, Binn, Timm, Rimm, Dschann, Dschinn, Yunan (Mensch). Nach Ibn Barradschan hätten die Hinn die Erschaffung der Menschheit erwartet, während die Binn dieser abgeneigt waren.